# Нейман, Адам
Адам Нейман (ивр. אדם נוימן‎, англ. Adam Neumann, родился 25 апреля 1979, Беэр-Шева, Израиль) — израильско-американский бизнесмен и миллиардер. В 2010 году стал основателем WeWork вместе с Мигелем МакКелви и своей супругой Ребеккой Нейман.
В связи с растущим давлением инвесторов после публикации WeWork документации к IPO, Нейман ушел с должности генерального директора WeWork и отказался от контроля над компанией 26 сентября 2019 года. WeWork отложила запланированный листинг на фондовой бирже до конца 2019 года на фоне растущей обеспокоенности инвесторов по поводу корпоративного управления, своей оценки и перспектив бизнеса. 30 сентября 2019 года WeWork официально отозвала регистрацию и отложила IPO. Адам занимал пост генерального директора WeWork в период с 2010 по 2019 годы.
В мини-сериале «Не сработало» (2022), посвящённым истории WeWork, бизнесмена сыграл актёр Джаред Лето.

## Личная жизнь
Нейман живёт в Хемптонс штата Нью-Йорк со своей женой Ребеккой Нейман и шестью детьми. Ребекка — двоюродная сестра Гвинет Пэлтроу. Сестра Адама, Ади Нейман, — модель и Юная Мисс Израиль.
The Wall Street Journal сообщил, что у Неймана были мечты, чтобы жить вечно, стать первым в мире триллионером, расширить WeWork на планету Марс, стать премьер-министром Израиля и «президентом мира». В статье Vanity Fair от сентября 2019 года сообщалось, что Нейман утверждал, что он убедил Рама Эмануэля баллотироваться на пост президента США, использовал генерального директора JPMorgan Chase Джейми Даймона в качестве своего личного банкира, убедил саудовского принца Мухаммеда бин Салмана улучшить положение женщин в Саудовской Аравии, и утверждал, что работал с Джаредом Кушнером над мирным планом администрации Трампа в отношении израильско-палестинского конфликта.